# Dorach
Dorach war ein arabisches Volumenmaß für Flüssigkeiten.
- 1 Dorach = 1920 Pariser Kubikzoll[1] = 38,085 Liter
- 1 Dorach war etwa 26 Wiener Maß oder 30 Kannen oder 1 2/5 Seidel

Die Maßkette war 
- 1 Dorach = 8 Johein = 48 Kist/Ascat = 96 Corbin = 192 Keliath = 384 Cassuk/Arsive/Acetabula (röm.) = 768 Cuathum/Cyathos = 3072 Salgerin[2][3]